# Герб комуни Лессебу
Герб комуни Лессебу (швед. Lessebo kommunvapen) — символ шведської адміністративно-територіальної одиниці місцевого самоврядування комуни Лессебу.

## Історія
Герб із сапеткою під відкритою короною було розроблено 1960 року для торговельного містечка (чепінга) Лессебу. На гербі ландскомуни Говманторп від 1957 року було зображення склодувних трубок і печі.   
Після адміністративно-територіальної реформи, проведеної в Швеції на початку 1970-х років, муніципальні герби стали використовуватися лишень комунами. До складу нової комуни увійшли чепінг Лессебу та ландскомуна Говманторп.
Герб нової комуни скомбіновано з двох гербів колишніх муніципальних утворень і офіційно зареєстровано 1986 року.

## Опис (блазон)
У червоному полі золотий плетений вулик-сапетка, у золотому полі дві скошені навхрест чорні склодувні трубки з червоними краплями скла на верхніх кінцях.

## Зміст
Сапетка походить з герба чепінга Лессебу, а також була на емблемі паперової фабрики. Слодувні трубки були на гербі ландскомуни Говманторп і символізують виробництво скла та місцевий склозавод.